# 真木いづみ
真木 いづみ（まき いづみ、1978年11月28日 - ）は、日本の元AV女優。デビュー当初は松川 あゆみ（まつかわ あゆみ）という芸名だった。

## 人物
宮城県仙台市で生まれた。サラリーマンだった父親は、スパルタ教育であり、彼女のことをよく殴った。また兄からも木刀でよく殴られた。中学校に進学してから、髪の毛を茶色に染めて、暴走族に入り、ヤンキーとなった。
中学校までは、フェラチオをしたことはあったが、処女であった。中学を卒業と同時に、単身赴任の父親のいる東京都世田谷区成城に一家で移り住んだが、バブル崩壊で父親は失業し、自宅には毎日のように取立て屋がやってきた。定時制高校に進学した彼女は、昼間はハンバーガーショップで働いた。喋るとナマリを笑われる彼女は、東京には慣れることができず、ホームシックにかかったが、同じ高校の2年生の恋人ができ、彼と初体験をしている。学校では暴力事件をたびたび起こし、男子に怪我をさせたり、女子の肋骨を折り、退学処分を受けた。
退学した後、岩手県盛岡市にある私立の共学校に編入し寮に入った。その学校は、全国の問題児が集まるところであり、保護観察となっている生徒が多い学校であった。そこで同級生の恋人とセックスをしたことから、仕返しに6人の相手から、頭は丸坊主に、こめかみに裁ちばさみを刺されたり、ムースを1本飲まされたり、耳に火のついた煙草を押しつけられたり、陰毛を剃られるなどボコボコにされた。この時、ライターを指にはさんだ相手に、白目が真っ赤に充血するほど殴られ、視力が低下した。ムースの缶を女性器に突っ込まれそうになったが、さすがに入らなかった。先生に言ったり、病院に行くなと脅されたが、一日半寝た後、隣の部屋の女子に連れられて、病院に行き、1ヶ月入院、医者にはもう少し来るのが遅かったら、命が危なかったと告げられた。この事件は新聞沙汰になり、彼女に暴行した少女は全員退学となった。彼女も退学し東京に戻り、東海道新幹線で売り子をして家計を助けた。その後、1年のブランクを経て、別の定時制高校の2年に編入した。しかし、ここでも生徒を殴り、退学となった。それ以降、学校に通うことはなかった。
ブティックで働き始めた彼女は、タレントになろうと、芸能プロダクションのテストに合格したが、お金が必要であった。ブティックの女性経営者にAVプロダクションを紹介され、AV女優となった。
舌っ足らずで、アルトの声の持ち主である。
巨乳をセールスポイントとしていた。
2008年、月澤マリアという名で復活している。

## 出演作品

### 松川あゆみ名義
- 乳感エクスタシー（1997年、SAMM）
- 巨乳JET噴射!（1997年、SAMM）
- ロスト 失われた記憶 （1997年10月21日、h.m.p）

### 真木いづみ名義
- 禁断症状XXX（トリプルエックス）（1997年11月30日、SAMM）
- レイプではじまる恋もある（1997年12月30日、Tiffany）
- AVアイドル犯り逃げ大作戦 現場にオジャマ! 総集編（1998年2月23日、h.m.p）
- 奇譚クラブ 40 悦びの肉震（ふるえ）（1998年2月25日、h.m.p）
- しゃぶりんぼ（1998年3月27日、Tiffany）
- 乱乳デカメロン（1998年4月27日、SAMM）
- 奇譚クラブ 44 媚肉のうめき（1998年5月30日、h.m.p）
- 奇譚クラブ 46 縄よ!（1998年6月30日、h.m.p）
- マジギレの女（1998年7月27日、ビデオバンク）
- エッチな女神（1998年8月26日、h.m.p）
- 奇譚クラブ 48 W生け贄（1998年8月28日、h.m.p）
- 巨乳市場 ロケットバキューム!（1998年12月21日、h.m.p）
- 奇譚クラブ 52 狂乳 しごきの悶え（1998年12月25日、h.m.p）
- アヘアヘ痴漢電車 痴女・真木いずみ（1999年2月12日、タキオン）
- 奇譚クラブ 56 濡れ狂宴 弐の巻（1999年4月22日、h.m.p）
- マグニチュード7 今すぐしたい（1999年7月23日、ゼウスコレクション）
- セブン Vol.2 七つの愛の物語（ビデオバンク）
- 2000年限定 ミレニアムコレクション 淫らで卑猥な果実たち Ver.10.0（2000年8月11日、h.m.p）
- Dream Shower 1（2001年4月27日、ワープエンタテインメント）
- ドリシャ伝説（2002年9月6日、ワープエンタテインメント）
- 義母が巨乳でガマンできないDX（2002年10月11日、笠倉出版社）
- The Best of Angel Girl 坂巻リオナ×真木いずみ（2002年11月8日、アイデアポケット）
- 美人セックス愛奴 1（2003年7月25日、笠倉出版社）
- フィットネスインストラクター 蛇縛の膣痙攣（アタッカーズ）
- 蛇縛アンソロジー 2（2003年12月8日、アタッカーズ）
- 巨乳のうめき悦びのふるえ（2007年10月31日、ビデオバンク）
- 美肉姉妹レイプされた純潔（2007年10月31日、ビデオバンク）